# Jeppe Moe
Jeppe Arctander Moe (Oslo, 3 agosto 1995) è un ex calciatore norvegese, di ruolo difensore.

## Carriera
Moe è cresciuto nelle giovanili dello Stabæk, per cui ha esordito in prima squadra il 13 aprile 2016, subentrando ad Alex Davey nella vittoria per 1-4 arrivata sul campo del Korsvoll, sfida valida per il primo turno del Norgesmesterskapet. Il 28 aprile, nel secondo turno della stessa manifestazione, ha segnato una rete nella vittoria per 1-7 in casa dello Sparta Sarpsborg.
L'8 maggio 2016 ha debuttato in Eliteserien, sostituendo Ernest Asante nella sconfitta per 3-1 subita contro il Rosenborg. Il 30 giugno successivo ha disputato la prima partita nelle competizioni europee per club: è stato titolare nel pareggio per 0-0 maturato sul campo dei Connah's Quay Nomads, gara valida per il primo turno preliminare dell'Europa League 2016-2017.
Il 13 gennaio 2017 ha rinnovato il contratto che lo legava allo Stabæk per altre due stagioni. Il 16 gennaio 2019 ha ulteriormente prolungato l'accordo, fino al 31 dicembre 2020.
Ha saltato l'intera stagione 2020 a causa di un infortunio al ginocchio subito nel mese di marzo. Ciò nonostante, in questo periodo ha rinnovato ulteriormente l'accordo con lo Stabæk, fino al 31 dicembre 2022.
Il 9 marzo 2022, Moe ha firmato un contratto biennale con l'Aalesund. Ha debuttato con la nuova maglia il 16 maggio successivo, subentrando ad Isak Dybvik Määttä nella sconfitta casalinga subita contro il Molde col punteggio di 0-2.

## Statistiche

### Presenze e reti nei club
Statistiche aggiornate al 23 dicembre 2023.
| Stagione        | Club            | Campionato      | Campionato | Campionato | Coppe nazionali | Coppe nazionali | Coppe nazionali | Coppe continentali | Coppe continentali | Coppe continentali | Supercoppe | Supercoppe | Supercoppe | Totale | Totale |
| Stagione        | Club            | Comp            | Pres       | Reti       | Comp            | Pres            | Reti            | Comp               | Pres               | Reti               | Comp       | Pres       | Reti       | Pres   | Reti   |
| --------------- | --------------- | --------------- | ---------- | ---------- | --------------- | --------------- | --------------- | ------------------ | ------------------ | ------------------ | ---------- | ---------- | ---------- | ------ | ------ |
| 2016            | Stabæk          | ES              | 17+2       | 0          | CN              | 4               | 1               | UEL                | 2                  | 0                  | -          | -          | -          | 25     | 1      |
| 2017            | Stabæk          | ES              | 26         | 0          | CN              | 2               | 0               | -                  | -                  | -                  | -          | -          | -          | 28     | 0      |
| 2018            | Stabæk          | ES              | 29+2       | 0          | CN              | 2               | 1               | -                  | -                  | -                  | -          | -          | -          | 33     | 1      |
| 2019            | Stabæk          | ES              | 19         | 0          | CN              | 1               | 0               | -                  | -                  | -                  | -          | -          | -          | 20     | 0      |
| 2020            | Stabæk          | ES              | 0          | 0          | -               | -               | -               | -                  | -                  | -                  | -          | -          | -          | 0      | 0      |
| 2021            | Stabæk          | ES              | 16         | 1          | CN              | 1               | 0               | -                  | -                  | -                  | -          | -          | -          | 17     | 1      |
| Totale Stabæk   | Totale Stabæk   | Totale Stabæk   | 107+4      | 1+0        |                 | 10              | 2               |                    | 2                  | 0                  |            | -          | -          | 123    | 3      |
| 2022            | Aalesund        | ES              | 8          | 0          | CN              | 2               | 0               | -                  | -                  | -                  | -          | -          | -          | 10     | 0      |
| 2023            | Aalesund        | ES              | 4          | 0          | CN              | 1               | 0               | -                  | -                  | -                  | -          | -          | -          | 5      | 0      |
| Totale Aalesund | Totale Aalesund | Totale Aalesund | 12         | 0          |                 | 3               | 0               |                    | -                  | -                  |            | -          | -          | 15     | 0      |
| Totale          | Totale          | Totale          | 119+4      | 1+0        |                 | 13              | 2               |                    | 2                  | 0                  |            | -          | -          | 138    | 3      |